# 裴珉姬
裴珉姬（韓語：배민희，1988年7月11日—），韓國女子手球運動員，亦是韓國國家女子手球隊隊員。

## 簡歷
2008年，裴珉姬代表韩国參加中國北京舉行的奥林匹克运动会女子手球比賽，最終贏得一面銅牌。
2010年11月，裴珉姬代表韓國出戰廣州亞運會，參加女子手球比賽項目，奪得銅牌。